# 格利尼谢沃农村居民点
格利尼谢沃农村居民点（俄语：Глинищевское сельское поселение）是俄罗斯联邦布良斯克州布良斯克区所属的一个农村居民点。其下辖有9个居民点，行政中心为格利尼谢沃。据2015年统计，该农村居民点的人口为6040人。